# L'iguana
L'iguana è un film italiano del 2004 diretto da Catherine McGilvray tratto dall'omonimo romanzo del 1965 di Anna Maria Ortese.